# Romana (Itálie)
Romana (sardinsky: Rumàna) je italská obec (comune) v provincii Sassari v regionu Sardinie. Nachází se ve výšce 267 metrů nad mořem a má 480 obyvatel. Rozloha obce je 21,60 km².